# صندوق دو جونز الإسلامي
صندوق الإيمان أو صندوق دو جونز الإسلامي (الرمز: IMANX ) هو صندوق استثماري أمريكي ديني، يستثمر في شركات متوافقة مع الشريعة الإسلامية. تأسس الصندوق عام 2000 لتلبية احتياجات المستثمرين المسلمين، الذين لا يتطلعون فقط إلى استثمار مجزٍ ماليًا، بل أيضًا إلى استثمار متوافق مع الشريعة الإسلامية.

## الهيكل والأنشطة
يُقدَّم صندوق إيمان من شركة مستشارو الأصول المتحالفة (بالإنجليزية: Allied Asset Advisers)، وهي شركة تابعة لصندوق الصندوق الإسلامي لأمريكا الشمالية (NAIT). تُعد شركة مستشارو الأصول المتحالفة مستشار الاستثمار المُسجَّل ومدير الصندوق. يستثمر الصندوق ما لا يقل عن 80% من صافي أصوله في الأوراق المالية المحلية والأجنبية المُدرجة في مؤشرات دو جونز الإسلامية، بالإضافة إلى ما يصل إلى 20% من صافي أصوله في الأوراق المالية التي يختارها مستشار الاستثمار الخاص بالصندوق والتي تُلبي المبادئ الإسلامية. يتكون الصندوق فقط من الأسهم العادية. ويشمل، من بين أمور أخرى، أسهمًا من مؤشر داو جونز للسوق الإسلامية الأمريكية (بالإنجليزية: Dow Jones Islamic Market US Index)، الذي يتتبع الشركات الأمريكية التي تُلبي المبادئ الإسلامية. تُستشار المؤشرات من هيئة رقابة شرعية مُؤلَّفة من ستة علماء مسلمين بارزين من ست دول. ويُستشار مستشار الاستثمار من مجلس أمناء من علماء مسلمين بارزين من الولايات المتحدة.

## خصائص صندوق الإيمان
- الامتثال لأحكام الشريعة الإسلامية - يلتزم الصندوق بالمعايير التي وضعتها هيئة الرقابة الشرعية، المؤلفة من علماء دين مرموقين عالميًا. وبناءً على هذه المعايير، تُستبعد عادةً الأنشطة التالية: الكحول، والتبغ، ومنتجات لحم الخنزير، والخدمات المالية التقليدية (المصارف، والتأمين ، وغيرها)، والأسلحة، والدفاع، والترفيه. لا يستثمر الصندوق في أدوات الدين الربوي (الربا) التي تستخدمها صناديق الاستثمار المشتركة عادةً كاستثمارات مؤقتة، بل قد يحتفظ بالنقد مؤقتًا.
- التنوع - يوفر الصندوق التنوع من خلال محفظة تضم أكثر من 300 شركة متوافقة مع الشريعة الإسلامية في قطاعات أعمال متنوعة.
- نفقات منخفضة - الصندوق هو صندوق بدون رسوم[الإنجليزية][2] مع واحدة من أدنى الرسوم السنوية لأي صندوق متوافق مع الشريعة الإسلامية متاح.[3]
- إمكانية الوصول والمرونة - يتوفر الصندوق في شركة شارلز شكواب[الإنجليزية] و تي دي أميريتريد[الإنجليزية]، ويوفر حسابات وخدمات مرنة بما في ذلك الشراء والاسترداد عبر الهاتف وكتابة الشيكات.
- إدارة المحفظة الاستثمارية النشطة - تُمكّن المحفظة الاستثمارية المُدارة بنشاط الصندوق من الاستفادة من الفرص المستقبلية في السوق مع الالتزام بالمتطلبات الشرعية الإسلامية. من بين الأوراق المالية التي تُطابق مبادئ الشريعة الإسلامية، يُحدد مستشار الاستثمار مدى جاذبية الورقة المالية للشراء بناءً على عدة عوامل، منها قيمتها المتوقعة وسجل نمو أرباحها، وغيرها.

## اختيار الأسهم والأداء
يستثمر الصندوق في الأوراق المالية الأجنبية التي تنطوي على مخاطر تتعلق بالتطورات السياسية والاجتماعية والاقتصادية المعاكسة في الخارج، بالإضافة إلى مخاطر العملات واختلاف أساليب المحاسبة. ويلتزم الصندوق، عند اختيار الأسهم، بالمعايير التي وضعتها هيئة الرقابة الشرعية لمؤشر دو جونز الإسلامي، والمؤلفة من علماء مرموقين عالميًا. كما لا يستثمر الصندوق في الأدوات المرتبطة بالفائدة، وقد يحتفظ بالنقد مؤقتًا. ومن المحتمل أن تؤدي هذه القيود إلى انخفاض الأداء الإجمالي للصندوق مقارنةً بصناديق الاستثمار المشتركة غير الخاضعة لهذه القيود. بلغت العائدات السنوية قبل الضرائب للفترة المنتهية في 31 كانون الأول 2004  م نسبة 5.45%؛ وبلغت العائدات بعد الضرائب على التوزيعات 5.43%.

## ملحوظات
1. ↑  "Shariah Investing | Mutual Fund | Iman Fund".
2. ↑  A no-load fund is a mutual fund offered by an open end investment company that imposes no sales charge (load) on its shareholders
3. ↑  Allied Asset Advisers, March 27, 2006
4. ↑  After-tax returns are calculated using the historical highest individual federal margin income tax rates and do not reflect the impact of state and local taxes. Actual after tax returns depend on your tax situation and may differ from those shown. Further more, the after-tax returns shown are not relevant to those who hold their shares through tax deferred arrangements such as 401(k) plans or IRAs

## روابط خارجية
- صندوق داو جونز الإسلامي